# Поленці
Поленці (словен. Polenci) — поселення в общині Дорнава, Подравський регіон‎, Словенія.